# Георгий II (царь Грузии)
Георгий II Багратиони (груз. გიორგი II; 1054—1112) — царь Грузии с 1072 по 1089 год. Происходил из династии Багратиони. Был внуком царя Георгия I. Правил после своего отца Баграта IV.

## Правление
Детство Георгия пришлось на период гражданской войны между его отцом, Багратом IV, и мятежным феодалом Липаритом IV, которому на время удалось изгнать Баграта в Византийскую империю. В это время Липарит IV короновал юного Георгия царём в соборе Руиси (между 1050 и 1053 годами), установив регентство сестры Баграта, Гурандухт. Фактически Липарит IV контролировал значительную часть территории Грузинского царства и возглавлял одну из наиболее влиятельных династий страны. К 1060 году Баграт IV восстановил власть и утвердил Георгия в качестве наследника, после чего последний получил от византийского императора почётный титул куропалата. В 1070 году князь Георгий во главе объединённого грузино-аланского войска нанёс решительное поражение шеддадидского эмиру Аррана, Фадлу II, и опустошил его владения в районе Гяндже.
Во время его царствования усилилось противоборство с аристократией, начали возникать заговоры знати против царской власти. Этим воспользовались властители Сельджукского государства. В 1073 году сельджукские эмиры Гянджи, Двина и Дманиси вторглись в Грузию и были разбиты Георгием II, который успешно взял крепость Карс. Ответный удар сельджукского амира Ахмада нанёс поражение грузинам при Квелисцихе.
Вследствие этого центральная власть в Грузии ослабла. Это привело к устранению Георгия II от власти. Новым царём стал его 16-летний сын Давид IV. Однако Георгий II оставался номинальным соправителем государства вплоть до своей смерти в 1112 году.
Византия
В 1074 году нормандский наёмник Руссель де Байоль поднял восстание против императора Михаила VII, создав образование, управляемое нормандцами на Анатолийском полуострове.  Михаил обратился за помощью к своему шурину, Георгию II. Тот предоставил 6000 солдат под начало императорского полководца Никифора Палеолога. С ними Никифор двинулся из Грузии на запад. Однако вскоре у Никифора закончились деньги, и его войска начали дезертировать. Остатки были разбиты нормандцами Русселя.

## Отречение
Нерешительный характер Георгия II и его неудачные политические решения, усугублённые натиском сельджуков, привели Грузинское царство к глубокому кризису. Ситуация достигла апогея после разрушительного землетрясения 1088 года. Уже в 1089 году Георгий II передал престол своему энергичному шестнадцатилетнему сыну Давиду. Эта смена власти окутана тайной и лишь кратко упоминается в грузинских хрониках: известно, что Георгий II сам короновал сына, после чего бесследно исчез из летописей.
Существует версия, что отречение было вынужденным — результатом дворцового переворота, инициированного знатью и организованного влиятельным министром, епископом Гиоргием Чкондидели. Возможно, именно он сыграл ключевую роль в передаче власти. В молитвословиях, датированных 1103 годом, Георгий всё ещё упоминается как «царь царей и кесарь всего Востока и Запада», что позволяет предположить: он оставался в живых и сохранял почётные титулы, хотя фактической власти более не имел.